# Tetron-Affäre
Die Tetron-Affäre (auch als Blaulichtfunk-Affäre bekannt) umfasst mögliche Geldwäsche und Provisionszahlungen in Zusammenhang mit der im Jahr 2003 vom österreichischen Innenministerium neu ausgeschriebenen Umstellung auf ein digitales Funksystem für Behörden und Einsatzkräfte, die sich während der Regierungszeit von Bundeskanzler Wolfgang Schüssel (ÖVP) ereignet haben.

## Auslöser
Im Sommer 2011 wurden im Zuge der Ermittlungen zur Telekom-Affäre zahlreiche dubiose Geldflüsse der teilstaatlichen österreichischen Telekom Austria (TA) an politische Entscheidungsträger und Parteien aufgedeckt, die bis zum Jahr 2000 zurückreichen. Laut dem ehemaligen Vorstand der früheren TA Festnetzgesellschaft und Kronzeugen Gernot Schieszler soll ein Teil der Zahlungen von 1,1 Millionen Euro im Jahr 2008 als Tetron-Provision an Alfons Mensdorff-Pouilly geflossen sein. Die Gelder wurden in der Buchhaltung in einem Zentral- und Osteuropaprojekt versteckt.

## Chronologie

### Erste Ausschreibung – Herbst 2001
Die Vorbereitung der Ausschreibung eines digitalen Funksystems für Polizei und Gendarmerie wurde in den 1990er Jahren von Bundesminister Karl Schlögl betrieben. Alleine im Jahr 1999 gab das Innenministerium 127 Mio. Schilling für Pilotversuche aus. Im Februar 2000 erhielt die TetraCall Errichtungs- und Betriebs GmbH (eine Tochter der Wiener Stadtwerke, Siemens und Frequentis) den Zuschlag für die erste private Tetra-Lizenz für den Großraum Wien.
Im Herbst 2001 schreibt das Innenministerium unter dem Projektnamen „Adonis“ ein digitales, abhörsicheres „Funksystem für Behörden und Organisationen mit Sicherheitsaufgaben“ (BOS) aus. Am 12. April 2002 erteilt das Innenministerium den Zuschlag an das Konsortium „master-talk“, bestehend aus dem Generalunternehmer Siemens Österreich, sowie Raiffeisen Zentralbank, Wiener Stadtwerke und Verbund. Geplante Fertigstellung 2005.

### Neuausschreibung – Juni 2003
Unmittelbar nach dem Regierungswechsel 2002 kommt es zu intensiven Kontakten zwischen dem Kabinett des Innenministers Ernst Strasser (ÖVP) und dem Lobbyisten Alfons Mensdorff-Pouilly, der auch mit Strassers Kabinettschef Christoph Ulmer eng befreundet ist. Strasser soll sich am 25. November, dem Tag nach der Nationalratswahl mit Mensdorff-Pouilly am „Jagdstammtisch“ – ein ominöser Verein mit zahlreichen prominenten Mitgliedern – getroffen haben und wurde kurz darauf am 7. Dezember 2002 mitsamt seinem Kabinett „wieder zu einem jagdwochenende“ (Zitat aus einem E-Mail von Kabinettschef Christoph Ulmer vom 7. Dezember 2002) eingeladen. Der grüne Abgeordnete Peter Pilz sah in den wiederholten Jagdeinladungen Unvereinbarkeit und verbotene Geschenkannahme für Beamte.
Im Juni 2003 entzieht Strasser wegen angeblicher technischer Mängel und fehlender Finanzierungsnachweise master-talk den Auftrag. Der darauf folgende Gerichtsstreit (vertraglich war ein Schlichtungsverfahren vereinbart) wird am 30. September 2006 durch eine Zahlung der Republik Österreich von 29,9 Millionen Euro Schadensersatz an master-talk beigelegt. Über den Ausgang des Verfahrens wird Stillschweigen vereinbart.
Nach der Neuausschreibung fällt am 12. April 2004 der Zuschlag auf ein Konsortium aus Motorola (Endgeräte) und Alcatel (Sendeanlagen). Die Telekom Austria ist ebenfalls kurz beteiligt und soll für die Bereitstellung der Netzinfrastruktur 50 Millionen Euro kassiert haben. Stellvertretender Gesamtprojektleiter wird der aus dem 200 Einwohnerort Luising im Burgenland stammende und in direkter Nachbarschaft zu Mensdorff-Pouillys Anwesen aufgewachsene Reinhard Schnakl. Er hatte erst kurz zuvor seinen Dienst im Innenministerium angetreten.

## Schmiergeldzahlungen

### Die Vermittlerrolle Alfons Mensdorff-Pouillys
Wie sich im Jahr 2004 herausstellte, hat Mensdorff-Pouilly den für die Vergabe zuständigen Strasser mitsamt Kabinett (u. a. Christoph Ulmer, Mathias Vogl, Michael Kloibmüller, Oskar Gallop und Philipp Ita) zumindest zweimal auf Kosten der Telekom Austria zur Jagd nach Luising eingeladen. Er stellte dem staatsnahen Telekommunikationsunternehmen zwei Jagdausflüge à 14 und 17 Nächtigungen in Höhe von 169.460 Euro in Rechnung.
Zudem lud er im Oktober 2005 einige wenige ausgewählte Personen zu einem „Medienseminar“ auf sein Anwesen „Dalnaglar castle“ im schottischen Hochland, unter ihnen: Telekom-Vorstand und Schieszlers ehemaliger Mentor Rudolf Fischer, Alcatel-Vorstand Harald Himmer (zugleich ÖVP Bundesrat) und der ehemalige FPÖ-Politiker Walter Meischberger. Auch der ehemalige Generalsekretär der Industriellenvereinigung und TA-Aufsichtsrat Markus Beyrer war neben zahlreichen Jagdausflügen in Luising bei dieser Schottlandreise dabei. Seine Flugkosten von 21.800 Euro bezahlte die TA. Dennoch wurde Beyrer später in seiner neuen Funktion als ÖIAG-Chef, zusammen mit dem ebenso in den Skandal verwickelten Telekom-Aufsichtsrat Franz Geiger mit der Aufklärung der TA-Affären beauftragt.

### Ursprung der Gelder
Bezahlt wurden Mensdorff-Pouillys Lobbyingtätigkeiten soweit bekannt durch das siegreiche Konsortium aus Telekom Austria, Motorola und Alcatel. Von den beiden erstgenannten Firmen sollen in Summe mehr als fünf Millionen Euro an Mensdorff-Pouilly geflossen sein.
Die Telekom Austria bestätigt die Zahlungen von sieben Rechnungen im Zeitraum vom 30. Juli bis 22. Dezember 2008 von in Summe 1,1 Millionen Euro auf das Konto von Mensdorff-Pouillys ungarischer Firma MPA Budapest, für die sie keine Gegenleistung vorweisen kann. Laut dem Kronzeugen Schieszler soll es sich bei diesem Geld um die „Erfolgsprovision“ für die Tetron-Vermittlung handeln. Grundsätzlich wurden die Zahlungen der Telekom Austria großteils über den für sie tätigen Lobbyisten Peter Hochegger abgewickelt, auf dessen Gehaltsliste sich neben zahlreichen anderen Politikern wie Karl Blecha auch Ernst Strasser und Walter Meischberger fanden. Laut einem Deloitte-Gutachten, das TA-Chef Ametsreiter in Auftrag gab, soll Hochegger in den Jahren 2000 bis 2010 von der TA insgesamt 38 Millionen Euro bekommen haben, siehe Telekom-Affäre.
Motorola zahlte an Mensdorff-Pouilly 2,2 Millionen Euro für unklare Leistungen. Ihre deutsche Niederlassung hatte im Jahr 2005 mit der panamaischen Briefkastenfirma Valurex Int. S.A., die Mensdorff zugeschrieben wird, ein Representative Agreement abgeschlossen um Motorola-Endgeräte „aktiv zu promoten“. Damit wurde Valurex mit fünf Prozent pro verkauftem Endgerät, aber maximal 2,6 Millionen Euro, am Erfolg beteiligt.
Der dritte Konsortialpartner Alcatel soll der ÖVP drei Millionen Euro via Industriellenvereinigung zukommen haben lassen.

### Das Kabinett Strasser
Nutznießer der Ausschreibung waren auf vielfältige Weise Mitarbeiter des Innenministeriums unter Führung von Ernst Strasser. Der seit 2004 karenzierte Kabinettschef Christoph Ulmer etwa erhielt vom Innenministerium nach der erfolgreichen Neuausschreibung über seine Agentur „Headquarter“ einen lukrativen Tetron-Beratervertrag. Bernhard Krumpel, langjähriger Mitarbeiter von Ernst Strasser in Niederösterreich und Wien wird im Jahr 2004 Tetron-Geschäftsführer. Sein Nachfolger, der für die Tetron Ausschreibung zuständige Wolfgang Gattringer, arbeitet seit 2007 beim siegreichen Konsortiumsmitglied Alcatel. Strassers Referent Michael Kloibmüller stieg die Karriereleiter nach oben und wurde Kabinettschef unter der Innenministerin Johanna Mikl-Leitner (ÖVP). Nach der Übernahme des Ressorts durch die FPÖ verließ er das Innenministerium, um Vorstand der niederösterreichische WET (gemeinnützige Wohnbaugesellschaft) zu werden. Er soll am 11. August 2011 bei der TA zugunsten von Mensdorff-Pouilly interveniert und dem TA-Generaldirektor Hannes Ametsreiter wegen der Aufklärungsarbeit mit „Unannehmlichkeiten“ gedroht haben. Speziell die Themen Mensdorff und Immobilien sollten auf Geheiß Kloibmüllers nicht mehr erwähnt werden.
Strasser selbst erhielt nach seiner Ministertätigkeit von Hochegger einen Auftrag in Höhe von 100.000 Euro für eine Positionierungsberatung Bulgariens.

## Kosten und Zeitplan
Der Bund zahlt das Funknetz nach Abdeckungsgrad. Im Jahr 2011 waren es 17 Millionen Euro. Bei Vollausbau kostet Tetron 25 Jahre lang 40 Millionen jährlich, sprich eine Milliarde Euro. Im Jahr 2008 hatte das Innenministerium noch von 33 Millionen Euro jährlich gesprochen. Das Konsortium selbst schreibt in seiner Bilanz, dass die vom Unternehmen selbst zu tragenden „Mehrkosten aus der Vergangenheit und für den laufenden Betrieb sowie Sonderaufwendungen durch ein erhöhtes monatliches Serviceentgelt des Kunden [Anm. die Republik Österreich] seit dem 1. Juli 2009 sowie eine Vorauszahlung in Höhe von zwei Millionen Euro pauschal abgegolten“ werden. Tatsächlich gewährte die ehemalige österreichische Innenministerin und aktuelle Finanzministerin Maria Fekter (ÖVP) noch weitere Millionenzuschüsse für den Netzausbau in Niederösterreich (5,8 Mio. Euro) und der Steiermark (7,3 Mio. Euro).
Ursprünglich sollte „Tetron“ im Jahr 2005 in Betrieb gehen. Ende 2011 war das Funknetz jedoch nur in Wien, Niederösterreich, Tirol und den Städten Salzburg und Klagenfurt fertig. Salzburg und Kärnten haben nach Bekanntwerden der Vorwürfe die Tetron-Einführung in ihrem Bundesland gestoppt. Geplanter neuer Fertigstellungstermin ist 2015.

## Ablauf der Ermittlungen
Staatsanwaltschaft Wien
Derzeit ermittelt die Staatsanwaltschaft Wien, wegen des Verdachts auf Geldwäsche und Bestechung, aufgrund einer Sachverhaltsdarstellung des BZÖ-Abgeordneten Stefan Petzner im Jahr 2009. Gegen Kloibmüller laufen Ermittlungen wegen des Verdachts auf Amtsmissbrauch und Geheimnisverrat. Im Februar 2012 empfahl der parlamentarische Immunitätsausschuss auf Antrag der Justiz die Auslieferung des ÖVP Bundesrates Harald Himmer, um weitere Ermittlungen zu ermöglichen.
US-Börsenaufsicht
Im September 2011 begann die US-Börsenaufsicht SEC gegen Mensdorff-Pouilly und Motorola zu ermitteln. Der amerikanische Elektronik-Konzern soll dem österreichischen Lobbyisten ab April 2004 zwischen 2,2 und 2,6 Millionen Euro für „unzulässige Zahlungen“ (Urlaube und Geschenke) an politische Entscheidungsträger in Europa und im Nahen Osten angewiesen haben, unter anderem um die Tetron-Ausschreibung zu beeinflussen.
Rechnungshof
Im August 2011 beauftragte Innenministerin Mikl-Leitner Josef Moser, den damaligen Präsidenten des österreichischen Rechnungshofes, mit einer Sonderprüfung der Beschaffungsvorgänge.
Parlamentarischer Untersuchungsausschuss
Ende 2011 wurde im österreichischen Parlament ein Korruptionsuntersuchungsausschuss eingerichtet, der die politische Verantwortung der Tetron-Affäre, sowie zahlreiche weitere Skandale seit Antritt der schwarz-blauen Regierung klären soll.
Gerichtsurteil
Im Zusammenhang mit den Zahlungen der Telekom Austria an ihn wurde Alfons Mensdorff-Pouilly am 14. Dezember 2015 wegen Untreue nicht rechtskräftig zu drei Jahren unbedingter Haft und zur Rückzahlung von 1,1 Millionen Euro Schadenersatz, sowie Rudolf Fischer zu einem Jahr unbedingter Haft verurteilt. Beide meldeten Berufung an.
Berufung und Fußfessel
Das OLG Wien setzte die Strafe im Oktober 2017 auf zwei Jahre Freiheitsentzug herab, davon 16 Monate bedingt.
Am 23. März 2018 erhielt der Verurteilte für den unbedingten Teil – 8 Monate – seiner Freiheitsstrafe das Tragen einer Fußfessel mit 3-m-GPS, also Hausarrest in Luising, unter weiteren Auflagen bewilligt.